# Hadena viriditincta
Hadena viriditincta là một loài bướm đêm trong họ Noctuidae.